# Aksel Waldemar Johannessen

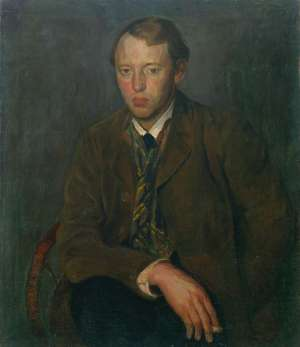
Selbstporträt, Öl auf Leinwand, um 1910

Aksel Waldemar Johannessen (* 26. Oktober in 1880 in Oslo; † 25. Oktober 1922 ebenda) war ein norwegischer Grafiker, Bildhauer und Maler des Expressionismus.

## Leben

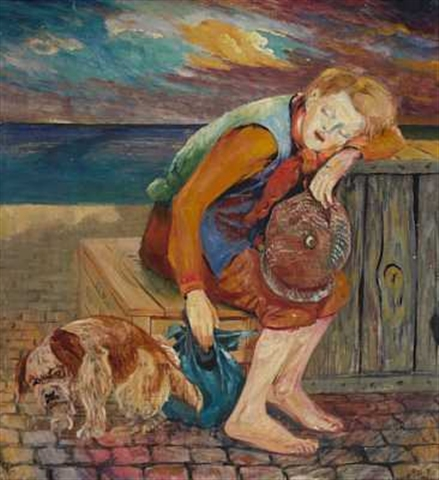
Landstreicher mit Hund, um 1910

Aksel Waldemar Johannessen wuchs im Armenviertel Hammersborg, einem Stadtteil von Oslo, auf. Später besuchte er die staatliche Kunst- und Handwerksschule, wo er unter Lars Utne Bildhauerei studierte. Im Jahr 1907 heiratete Johannessen seine ehemalige Kommilitonin Anna Nilsen, aus der gemeinsamen Beziehung gingen zwei Töchter hervor. Um 1910 zog das Paar nach Gjøvik, wo Johannessen in einer Möbelfirma als Holzschnitzer und Möbeldesigner arbeitete. Anfang des Ersten Weltkriegs kehrte er mit seiner Familie nach Oslo zurück und fing mit dem Malen an. Johannessen entfaltete sich in seiner eigenen komplizierten Bild- und Gedankenwelt, die in einer realistischen und sozialkritischen Kunst ihren Niederschlag fand. Im Jahr 1921 stellten Ärzte bei seiner Frau eine Krebserkrankung fest und Aksel Waldemar wandte sich immer mehr dem Alkohol zu. Gesundheitlich geschwächt starb Aksel Waldemar Johannessen an den Folgen einer Lungenentzündung.
Johannessens Bilder wurden erst nach seinem Tod zum ersten Mal ausgestellt. Der bedeutende norwegische Kritiker Jappe Nilssen, Entdecker und bester Freund Edvard Munchs, schrieb die vielleicht beste Kritik seiner Laufbahn: „...ich erinnere mich kaum ähnliches in der nordischen Malerei gesehen zu haben.“
Munch selbst sagte „...heute werden keine besseren Bilder gemalt“.
Jedoch danach geriet Johannessen in Vergessenheit und wurde erst 1990 durch den Kunstsammler Haakon Mehren wiederentdeckt.
Das Theaterstück „Der vergessene Maler“ von Alexander Kratzer (uraufgeführt 2011 mit Harald Bodingbauer als Aksel Waldemar Johannessen und Thomas Schächl als Haakon Mehren unter der Regie von Andreas Baumgartner) macht die Geschichte der Wiederentdeckung lebendig.